# Kateřina Klévská
Kateřina Klévská (nebo de Nevers), hraběnka z Eu (1548 – 11. května 1633, Eu) byla manželkou vévody Jindřicha de Guise. V letech 1570 až 1588 byla sňatkem vévodkyní de Guise a posléze vévodkyní vdovou. Od roku 1564 byla suo jure (vlastním právem) hraběnkou z Eu.

## Život
Kateřina se narodila jako druhá dcera Františka de Cléves, vévody de Nevers, a Markéty Bourbonské, starší sestry navarrského krále Antonína. Byla sestřenicí prvního francouzského krále z rodu Bourbonů, Jindřicha IV., švagrovou Jindřicha I. Bourbon-Condé a pratetou polské královny Ludoviky Marie Gonzagové.
Ve dvanácti letech byla Kateřina provdána za Antonína z Croÿ, knížete de Porcien (nebo Porcean), který zemřel o sedm let později. Po konvenčních třech letech smutku se v roce 1570 provdala za o dva roky mladšího Jindřicha Lotrinského, vévodu de Guise. Měli spolu čtrnáct dětí, včetně vévody Karla de Guise a Ludvíka III., kardinála de Guise. Kateřina měla obecně známý poměr s mladým šlechticem Saint-Mégrinem, kterého její manžel zabil. Událost je zdramatizovaná ve hře Alexandra Dumase staršího Henri III et sa cour z roku 1829.
Jindřich de Guise byl vůdcem katolické frakce v Hugenotských válkách. Od roku 1584 byl konflikt mezi frakcemi vedenými Jindřichem de Guise, Jindřichem Navarrským a Jindřichem III. Francouzským znám jako Válka tří Jindřichů. V roce 1588 byl Jindřich de Guise na příkaz krále Jindřicha III. zavražděn.
Kateřina králi Jindřichovi (který ji posměšně nazýval "la maîtresse de Saint Megrin") nikdy neodpustila jeho roli ve vraždě jejího manžela. Zajímala se o intriky Katolické ligy a podporovala atentát na krále Jindřicha III. v roce 1589. Na konci Války tří Jindřichů si uvědomila zájmy své velké rodiny a podpořila svého syna Karla jako kandidáta na francouzský trůn.

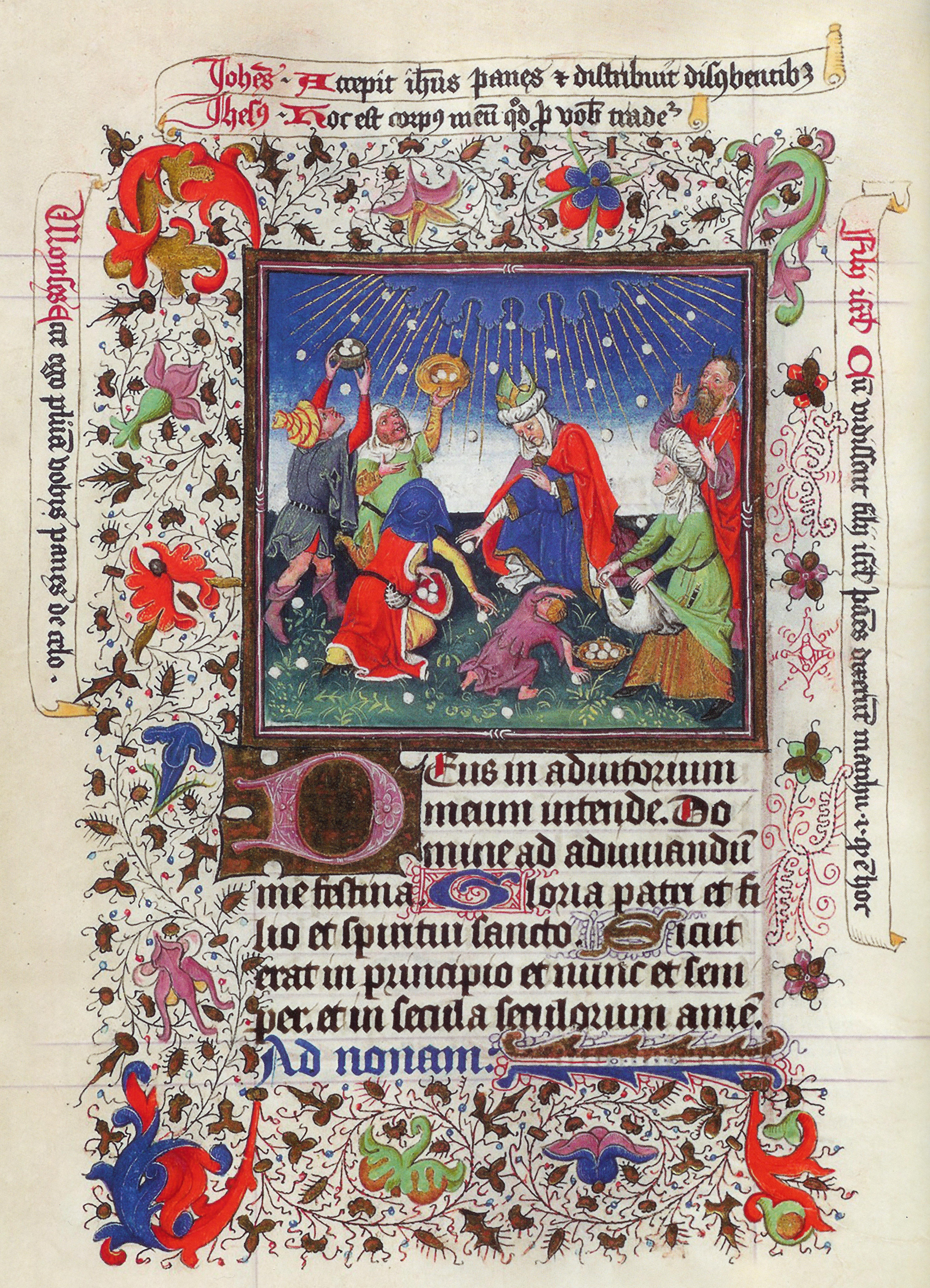
Seslání many s textem Deus, in adiutorium meum intende s odpovědí a Sláva Otci (Hodinky vévodkyně Kateřiny Klévské)

Kateřinino usmíření s jejím bratrancem Jindřichem IV. se až do jeho přestoupení ke katolictví neuskutečnilo. Poté se okamžitě přestěhovala do Paříže, kde získala velmi vážené postavení ve družině Jindřichovi druhé manželky Marie Medicejské. V roce 1613 se Kateřina přimlouvala za svého syna Františka Alexandra, který v souboji zabil barona z Luz, aby byl namísto popravy za vraždu odsouzen k vyhoštění.
Guisové podporovali královnu i během jejího regentství a Kateřina následovala Marii do exilu v Blois poté co se v roce 1619 Ludvík XIII. chopil vlády. Po návratu do Louvru se vévodkyně vdova, prosazující zájmy Guisů, zapojila do osnování proti kardinálu de Richelieu.
Smrt nejmladší dcery, kněžny de Conti (která byla zapletena do spiknutí zvaného Den oklamaných), ji velmi zasáhla. Odešla na zámek v Eu, kde ve věku asi 85 let zemřela. Pohřbena byla po boku svého manžela.

## Potomci
Kateřina se v Paříži 4. října 1570 provdala za Jindřicha I. de Guise, se kterým měla čtrnáct dětí:
1. Karel z Guise (1571–1640), vévoda z Guise, ⚭ 1611 Henrietta de Joyeuse (1585–1656)
2. Jindřich (1572–1574)
3. Kateřina (*/† 1573)
4. Ludvík III. (1575–1621), remešský arcibiskup
5. Karel (*/† 1576)
6. Marie (1577–1582)
7. Claude z Chevreuse (1578–1657) ⚭ 1622 Marie de Rohan (1600–1679)
8. Kateřina (*/† 1579)
9. Kristýna (*/† 1580)
10. Františka (1581–1582)
11. Renata (1585–1626), abatyše ze St. Pierre
12. Johana (1586–1638), abatyše v Jouarre
13. Luisa Markéta Lotrinská (1588–1631)
⚭ 1605 František Bourbon-Conti (1558–1614), kníže z Conti
⚭ François de Bassompierre (1579–1646)
14. František Alexandr (1589–1614), člen Maltézských rytířů

## Vývod z předků
|                  |                       |  |                     |                                |  |  |  |  |  |  |  | Jan I. Klevský |
|                  |                       |  |                     |                                |  |  |  |  |  |  |  |                |
|                  | Engelbert z Nevers    |  |                     |                                |  |  |  |  |  |  |  |                |
|                  |                       |  |                     |                                |  |  |  |  |  |  |  |                |
|                  |                       |  |                     | Alžběta z Nevers               |  |  |  |  |  |  |  |                |
|                  |                       |  |                     |                                |  |  |  |  |  |  |  |                |
|                  | Karel II. z Nevers    |  |                     |                                |  |  |  |  |  |  |  |                |
|                  |                       |  |                     |                                |  |  |  |  |  |  |  |                |
|                  |                       |  |                     | Jan VIII. z Vendôme            |  |  |  |  |  |  |  |                |
|                  |                       |  |                     |                                |  |  |  |  |  |  |  |                |
|                  | Šarlota Bourbonská    |  |                     |                                |  |  |  |  |  |  |  |                |
|                  |                       |  |                     |                                |  |  |  |  |  |  |  |                |
|                  |                       |  |                     | Isabela z Beauvau              |  |  |  |  |  |  |  |                |
|                  |                       |  |                     |                                |  |  |  |  |  |  |  |                |
|                  | František I. z Nevers |  |                     |                                |  |  |  |  |  |  |  |                |
|                  |                       |  |                     |                                |  |  |  |  |  |  |  |                |
|                  |                       |  |                     | Arnaud Amanieu d'Albret        |  |  |  |  |  |  |  |                |
|                  |                       |  |                     |                                |  |  |  |  |  |  |  |                |
|                  | Jan d'Albret          |  |                     |                                |  |  |  |  |  |  |  |                |
|                  |                       |  |                     |                                |  |  |  |  |  |  |  |                |
|                  |                       |  |                     | Isabelle de La Tour d'Auvergne |  |  |  |  |  |  |  |                |
|                  |                       |  |                     |                                |  |  |  |  |  |  |  |                |
|                  | Marie d'Albret        |  |                     |                                |  |  |  |  |  |  |  |                |
|                  |                       |  |                     |                                |  |  |  |  |  |  |  |                |
|                  |                       |  |                     | Jan Burgundský                 |  |  |  |  |  |  |  |                |
|                  |                       |  |                     |                                |  |  |  |  |  |  |  |                |
|                  | Šarlota z Nevers      |  |                     |                                |  |  |  |  |  |  |  |                |
|                  |                       |  |                     |                                |  |  |  |  |  |  |  |                |
|                  |                       |  |                     | Pauline de Bosse-Bretagne      |  |  |  |  |  |  |  |                |
|                  |                       |  |                     |                                |  |  |  |  |  |  |  |                |
| Kateřina Klévská |                       |  |                     |                                |  |  |  |  |  |  |  |                |
|                  |                       |  |                     |                                |  |  |  |  |  |  |  |                |
|                  |                       |  | Jan VIII. z Vendôme |                                |  |  |  |  |  |  |  |                |
|                  |                       |  |                     |                                |  |  |  |  |  |  |  |                |
|                  | František Bourbonský  |  |                     |                                |  |  |  |  |  |  |  |                |
|                  |                       |  |                     |                                |  |  |  |  |  |  |  |                |
|                  |                       |  |                     | Isabela z Beauvau              |  |  |  |  |  |  |  |                |
|                  |                       |  |                     |                                |  |  |  |  |  |  |  |                |
|                  | Karel IV. Bourbonský  |  |                     |                                |  |  |  |  |  |  |  |                |
|                  |                       |  |                     |                                |  |  |  |  |  |  |  |                |
|                  |                       |  |                     | Petr II. Lucemburský           |  |  |  |  |  |  |  |                |
|                  |                       |  |                     |                                |  |  |  |  |  |  |  |                |
|                  | Marie Lucemburská     |  |                     |                                |  |  |  |  |  |  |  |                |
|                  |                       |  |                     |                                |  |  |  |  |  |  |  |                |
|                  |                       |  |                     | Markéta Savojská               |  |  |  |  |  |  |  |                |
|                  |                       |  |                     |                                |  |  |  |  |  |  |  |                |
|                  | Markéta Bourbonská    |  |                     |                                |  |  |  |  |  |  |  |                |
|                  |                       |  |                     |                                |  |  |  |  |  |  |  |                |
|                  |                       |  |                     | Jan II. z Alençonu             |  |  |  |  |  |  |  |                |
|                  |                       |  |                     |                                |  |  |  |  |  |  |  |                |
|                  | René z Alençonu       |  |                     |                                |  |  |  |  |  |  |  |                |
|                  |                       |  |                     |                                |  |  |  |  |  |  |  |                |
|                  |                       |  |                     | Marie z Armagnacu              |  |  |  |  |  |  |  |                |
|                  |                       |  |                     |                                |  |  |  |  |  |  |  |                |
|                  | Františka z Alençonu  |  |                     |                                |  |  |  |  |  |  |  |                |
|                  |                       |  |                     |                                |  |  |  |  |  |  |  |                |
|                  |                       |  |                     | Fridrich II. z Vaudémontu      |  |  |  |  |  |  |  |                |
|                  |                       |  |                     |                                |  |  |  |  |  |  |  |                |
|                  | Markéta Lotrinská     |  |                     |                                |  |  |  |  |  |  |  |                |
|                  |                       |  |                     |                                |  |  |  |  |  |  |  |                |
|                  |                       |  |                     | Jolanda Lotrinská              |  |  |  |  |  |  |  |                |
|                  |                       |  |                     |                                |  |  |  |  |  |  |  |                |